# نادية بيروك
نادية بيروك هي كاتبة وناقدة مغربية، وشاعرة وقاصة باللغتين العربية والفرنسية.

## سيرة ذاتية
ولدت نادية بيروك في 29 يناير عام 1974م بمدينة أكادير المغربية، وحصلت على الإجازة في الأدب الفرنسي من جامعة ابن زهر بأكادير عام 1997م، وعلى دبلوم المدرسة العليا للأساتذة في مكناس عام 1998م، وعلى دبلوم الدراسات المعمقة في الأدب الفرنسي المقارن من جامعة تولوز لوميراي بفرنسا عام 2004م، وعلى الدكتوراه في الأدب الفرنسي أيضا من «جامعة غين 2» الفرنسية عام 2012م. وهي أستاذة للغة الفرنسية منذ سنة 1998م.

## المؤلفات
- «الانبثاق من العدم» (شعر)، عن اديلفغ بباريس في فرنسا عام 2010م.
- «ظل الحقيقة كان هناك» (شعر)، عن ادبفري بباريس في فرنسا عام 2010م.
- «أستحيي» (شعر)، عن ادبفري بباريس في فرنسا عام 2010م.
- «تغييرات» (شعر)، عن اديلفغ بباريس في فرنسا عام 2011م.
- «القراءة الأدبية - حالة ميشيل بيتور» (كتاب نقد)، عن اديلفغ بباريس في فرنسا عام 2011م.
- «قراءة لميشيل بيتور 1» (كتاب نقد)، بباريس في فرنسا عام 2011م.
- «قراءة لميشيل بيتور 2» (كتاب نقد)، عن اديلفغ بباريس في فرنسا عام 2011م.
- «قراءة لميشيل بيتور 3» (كتاب نقد)، عن اديلفغ بباريس في فرنسا عام 2011م.
- «المكان في المؤلفات البيتورية» (كتاب نقد)، عن اديلفغ بباريس في فرنسا.
- «القارئ الواقعي في بعض قصص الرحلة لمشيل بيتور»، عن دار النشر الألمانية إدسيو إنفغستيغ أغوبين.
- «التحليل الأدبي لبعض نصوص كل من بالزك، جون أنوي، محمد خير الدين»، عن دار النشر الألمانية إدسيو إنفغستيغ أغوبين.
- «حنين» (شعر مشترك)، عن دار النشر سكغيس في فرنسا.
- شعر نثري باللغة الفرنسية «Les Écorchées»، عن سكريس في فرنسا عام 2013م.
- رواية «Roman: Les Fourvoyés»، عن دار النشر دنيت عام 2013م.
- شعر «Décantation»، عن دار النشر بباريس في فرنسا عام 2013م.[2][3]